# Saison 1976-1977 de l'Élan sportif chalonnais
Saison 1976-1977 de l'Élan chalon en Nationale 2, avec une descente en fin de saison.

## Effectifs
| Nationalité | Joueur                 | Taille |
| ----------- | ---------------------- | ------ |
|             | Roland Blondel         | 1,81 m |
|             | Dominique Juillot      | 1,78 m |
|             | Patrick Martin         | 1,85 m |
|             | Alain Gallet           | 1,79 m |
|             | Jean-Claude Berthoud   | 1,79 m |
|             | Jean-François Chaumard | 1,80 m |
|             | Éric Minard            | 1,92 m |
|             | Yves Duvernois         | 1,91 m |
|             | Georges Nigaud         | 1,96 m |
|             | Gregor Korcz           | 1,94 m |
|             | Phil Carlile           | 2,05 m |

- Entraineur :  Stephan Szczecinski

## Matchs

### Matchs amicaux
Avant saison
- Chalon-sur-Saône / Gueugnon (N3) : 109-74[1]
- Chalon-sur-Saône / Academic Sofia  : 101-81[2]
- Chalon-sur-Saône / Roanne : 79-81[3]
- Chalon-sur-Saône / Vichy : 93-106[4]

Après saison
- Chalon-sur-Saône / Standard Liège  : 89-118[5]

### Championnat

#### Matchs aller
- Mulhouse / Chalon-sur-Saône : 107-79[6]
- Chalon-sur-Saône / Nilvange : 75-73[7]
- Chalon-sur-Saône / Avignon : 80-79[8]
- Nice UC / Chalon-sur-Saône : 82-78[9]
- Jœuf / Chalon-sur-Saône : 112-70[10]
- Chalon-sur-Saône / Asnières : 94-85[11]
- Chalon-sur-Saône / Nancy : 80-83[8]
- Montbrison / Chalon-sur-Saône : 106-85[12]
- Bourg-en-Bresse / Chalon-sur-Saône : 96-73[13]
- Chalon-sur-Saône / Graffenstaden : 81-74[14]
- Chalon-sur-Saône / Longwy : 83-71[15]
- Saint-Etienne / Chalon-sur-Saône : 82-67[16]
- Chalon-sur-Saône / Saint-Denis : 104-91[17]

#### Matchs retour
- Chalon-sur-Saône / Mulhouse : 99-89[18]
- Nilvange / Chalon-sur-Saône : 116-73[19]
- Avignon / Chalon-sur-Saône : 87-71[20]
- Chalon-sur-Saône / Nice UC : 85-80[21]
- Chalon-sur-Saône / Jœuf : 78-87[8]
- Asnières / Chalon-sur-Saône : 88-73[22]
- Nancy / Chalon-sur-Saône : 94-77[23]
- Chalon-sur-Saône / Montbrison : 75-93[24]
- Chalon-sur-Saône / Bourg-en-Bresse : 106-73[25]
- Graffenstaden / Chalon-sur-Saône : 91-90[26]
- Longwy / Chalon-sur-Saône : 88-75[27]
- Chalon-sur-Saône / Saint-Etienne : 101-82[8]
- Saint-Denis / Chalon-sur-Saône : 111-91[28]

Extrait du classement de Nationale 2 (Poule B) 1976-1977